# Bayly (programa de televisión)
Bayly es un programa de medianoche conducido por el periodista peruano Jaime Bayly, transmitido de lunes a viernes en horario nocturno para la cadena estadounidense Mega TV desde Miami, Florida.

## El programa
El programa inició el 4 de septiembre de 2006, bajo un corte Corte político-social como un monólogo en el cual Jaime opinaba sobre la política, y a la vez tenía a artistas, políticos y diversas personalidades como invitados.
A través de las temporadas, Bayly ha entrevistado a diferentes figuras internacionales, y ha vertido opiniones políticas en contra de varios líderes de izquierda como Fidel Castro, Hugo Chávez y Daniel Ortega.
En 2008, el conductor ganó el premio regional Suncoast (Emmy), en la categoría de Talento en cámara, Comentador y Editorialista.
En julio del 2009, el conductor no renovó el contrato con Mega TV, dejando la conducción del programa.
En octubre de 2010, Raúl Alarcón llama a Jaime Bayly para que volviese a Mega TV, con este mismo late night show, pero bajo un nuevo concepto, con una nueva escenografía, un nuevo concepto de programa, entrevistas a celebridades, dejando de lado sus opiniones políticas.
En mayo de 2011, se transmitió una versión dominical del programa en América Televisión, programa con corte político por motivo de la segunda vuelta de las elecciones generales del Perú de 2011.

## Teledifusión
En julio de 2011, el programa se estrenó por el canal de noticias colombiano NTN24. A pesar de ser un canal de señal abierta, está disponible en Ecuador, Perú, Argentina, Uruguay y Chile por DirecTV. Se transmitió por Cablevisión para Costa Rica y por Sky para México. En 2019 comenzó a emitirse por el canal de señal abierta argentino Net TV.
En marzo de 2020, Willax Televisión comienza a transmitir el programa en Perú tras 10 años de ausencia por televisión abierta. El 15 de junio, el programa se estrena por el canal de pago Vía X en Chile. Al mes siguiente el programa llega a Costa Rica a través de Canal 8 de la empresa mexicana Multimedios Televisión.
Desde el 17 de agosto llega a Panamá a través de RPC.

## Polémica
Durante su programa criticó el mal trato que le dieron los ejecutivos del canal al no darle mantenimiento en el aire acondicionado, y desafiando al presidente del canal Raul Alarcón, esto le ganó una censura en el mes de septiembre de 2008. Al siguiente día de la censura pidió perdón por la forma como se comportó en el programa anterior y tuvo una conversación con la gerente del canal.
En 2009 la productora tomó medidas para bloquear la subida de vídeos en Facebook y YouTube. Como resultado 25 mil vídeos fueron removidos de las plataformas.

## Premios
| Año  | Premio            | Categoría                                     | Resultado |
| ---- | ----------------- | --------------------------------------------- | --------- |
| 2008 | Suncoast (Emmy)   | Talento en Cámara, Comentador y Editorialista | Ganador   |
| 2009 | Suncoast (Emmy)   | Talento en Cámara, Comentador y Editorialista | Ganador   |
| 2012 | Miami Life Awards | Mejor Programa de Opinión de TV del año       | Ganador   |
| 2013 | Miami Life Awards | Mejor Programa de Opinión de TV del año       | Ganador   |
| 2014 | Miami Life Awards | Mejor Programa de Opinión de TV del año       | Nominado  |
| 2015 | Miami Life Awards | Mejor Programa de Opinión de TV del año       | Nominado  |